# Embaixada do Brasil em Bucareste
A Embaixada do Brasil em Bucareste é a missão diplomática brasileira da Romênia. A missão diplomática se encontra no endereço, Boulevardul Aviatorilor, 40 - Sector 1, Bucareste, Romênia.